# Nande Koko ni Sensei Ga!?
Nande Koko ni Sensei Ga!? (なんでここに先生が!?) é um mangá japonês ilustrado e escrito por Soborou. Ele foi serializado na revista semanal de Seinen da Kodansha, Weekly Young Magazine, desde 2016, e foi coletado em seis volumes tankōbon. Cada volume apresenta diferentes pares de professoras e seus alunos do sexo masculino, como eles sempre acabaram em situações embaraçosas e embaraçosas. Uma adaptação em anime produzida pelo Tear Studio foi ao ar de 8 de abril a 24 de junho de 2019.

## Personagens

### Professores
- Kana Kojima (児嶋 加奈, Kojima Kana)

Voz de: Sumire Uesaka 
O personagem-título é um professor de japonês de 23 anos de idade do ensino médio na Kawanuma West (川沼西高校)  que é conhecido como um demon teacher (鬼の児嶋, oni no kojima) para muitos estudantes. No entanto, quando ela está perto de Ichirō Satō, ela é tímida e desajeitada, e eles acabam em uma série de situações eróticas. É revelado que ela é da mesma cidade natal que a mãe de Sato.Ch. 4 Como estudante do ensino médio, ela era tímida e usava óculos, mas foi incentivada por Sato a se tornar professora.Ch. 7 Começando no volume 2, ela e Sato são um casal.Ch. 11 Um capítulo de bônus no Volume 1 mostra que ela o visita freqüentemente enquanto ele está na faculdade.Ch. 10.5
- Mayu Matsukaze (松風 真由, Matsukaze Mayu)

Voz de: Yūko Gotō   Professor de arte de Kawanuma West e conselheiro do conselho estudantil. Ela é uma mulher pequena que estiliza o cabelo em tranças e tem seios grandes. Ela é bem quisto pelos estudantes que a chamam de "Lady Matsukaze" (聖母松風, Seibo Matsukaze)  como ela é gentil e gentil.Vol. 2 Como Kojima, ela se torna muito desajeitada e cabeça-dura quando está perto do cara que gosta, que seria Rin Suzuki, que a ajudou no passado quando estava tentando chegar ao exame de certificação de professor na hora.Vol. 2
- Hikari Hazakura (葉桜 ひかり, Hazakura Hikari)

Voz de: Shizuka Ishigami
Um professor de educação física de Kawanuma East. Ela é travessa e de espírito livre e é apreciada por seus alunos. Ela aconselha o conselho estudantil e treina a equipe de natação. Ela age muito casual em torno de Takashi.Vol. 3
- Chizuru Tachibana (立花 千鶴, Tachibana Chizuru)

Voz de: Nozomi Yamamoto
A enfermeira da escola de Kawanuma East. Ela tem cabelos grisalhos claros. Seu apelido é Absolute Zero Tachibana (絶対零度の立花, zettaireido no Tachibana) por sua atitude fria e inexpressiva em relação aos alunos. Inicialmente querendo se relacionar melhor com os alunos em geral, ela gosta de Ko Tanaka e não tem problema em trocar de roupa na frente dele. Ela finalmente aceita sua confissão no final do volume e eles perdem a virgindade um com o outro em um hotel de amor no capítulo de bônus.Vol. 4
- Francesca Homura (ホムラ・フランチェスカ, Homura Furanchesuka)

Um novo professor assistente de idiomas na Kawanuma West. Ela tem 16 anos e é ex-colega de escola de Saya e Yorito. Ela tinha pulado algumas notas, estudou no exterior e se formou na universidade, e retornou ao Japão. Ela gosta de Yorito e espera ganhar sua afeição.Vol. 5

### Estudantes
- Ichiro Sato (佐藤一 郎, Satō Ichirō)

Voz de: Ryōta Suzuki
Um estudante de Kawanuma West High School de 18 anos em seu terceiro ano que continua envolvido em situações constrangedoras com sua professora Kana Kojima. Ele é um bom aluno que está pronto para se formar e passar para a universidade.Vol. 1 No Volume 2, ele revela a seu amigo Rin Suzuki que ele e Kana estão namorando. Vol. 2 No capítulo de bônus do Volume 1, ele é um estudante universitário que é frequentemente visitado por Kana.Vol. 1
- Rin Suzuki (鈴木 凛, Suzuki Rin)

Voz de: Toshiki Masuda
Um estudante do segundo ano na Kawanuma West. Ele tem uma aparência assustadora por causa de seu tamanho e seus olhos, mas é amigo de Satō desde o colegial. Satō pede a Rin para tentar fazer novos amigos desde que ele está se formando e passando mais tempo com Kana. Rin luta nesse aspecto, mas na maioria das vezes, ele se encontra em situações embaraçosas com o professor Mayu Matsukaze.Vol. 2
- Saya Matsukaze (松風 さや, Matsukaze Saya)

Voz de: Yuka Ōtsubo
A irmã mais nova de Mayu, uma estudante de ensino médio em Kawanuma West e a tesoureira do conselho estudantil. Ela usa óculos e é mais sensata que sua irmã com cabeça de ar.Vol. 2-4 Ela mais tarde se torna a presidente do conselho estudantil.Vol. 5
- Takashi Takahashi (高橋 隆, Takahashi Takashi)

Voz de: Kazutomi Yamamoto
Um aluno do primeiro ano na Kawanuma East e o tesoureiro do conselho estudantil. Ele é vizinho de Hazakura-sensei, a quem ele chama de Hika, mas está sempre sendo tratado como uma criança por ela.Vol. 3
- Ko Tanaka (田中 甲, Tanaka Kō)

Voz de: Yūsuke Kobayashi
Um aluno do terceiro ano na Kawanuma East, e amigo de Sato e Suzuki do ensino fundamental. Ele era um presidente do conselho estudantil. Três meses antes de se formar, ele jura que terá uma namorada, mas acaba em situações embaraçosas com Tachibana. Sua confissão de amor é eventualmente aceita depois que ele se forma.Vol. 4
- Yorito Ito (伊藤 依人, Itō Yorito)

Um aluno do primeiro ano na Kawanuma West, quando Saya se torna um terceiro ano. Ele tem uma queda por Saya, mas na maioria das vezes, encontra-se em situações embaraçosas com Francesca Homura.Vol. 5

## Meios de comunicação

### Mangá
Why the Hell Are You Here, Teacher!? é uma série de mangá escrita e ilustrada por Soborou. A série foi inicialmente publicada na Weekly Young Magazine da Kodansha como uma série de one-shots sob o título Golden Times. Começou a serialização na mesma revista em 2016. Seis volumes tankōbon do mangá foram lançados até hoje.

### Anime
Uma adaptação da série de televisão de anime foi anunciada na 44ª edição da Weekly Young Magazine em 1 de outubro de 2018. A série é dirigida por Toshikatsu Tokoro e animada pela Tear Studio. Desenhos de personagens para a série são feitos por Kazuhiko Tamura. Yūki Takabayashi e Yuri Fujimaru estão lidando com a composição da série, enquanto Hiraku Kaneko está atuando como diretor-chefe e Gin compõe a música. A série foi ao ar de 8 a 24 de junho de 2019 em Tóquio MX, BS11 e AT-X . Sumire Uesaka tocou a música tema de abertura da série "Bon Kyu— Bon wa Kare no Mono" (ボン♡キュッ♡ボンは彼のモノ♡). O tema final da série é "Ringo-iro Memories" (りんご色メモリーズ) , com Uesaka, Yūko Gotō, Shizuka Ishigami e Nozomi Yamamoto, cada um executando uma versão como seus respectivos personagens. Sentai Filmworks licenciou a série para regiões mundiais, excluindo a Ásia. A série durou 12 episódios. Um episódio não-transmitido será incluído na caixa de Blu-Ray do anime, que será lançado em 11 de dezembro de 2019. Em 6 de julho de 2019, Sentai anunciou que eles estão produzindo um dublagem em inglês para a série.

## Recepção
Os revisores do Anime News Network fizeram críticas sobre o anime. James Beckett escreveu: "Este não é um show 'bom', mas Deus me ajude, eu ri um pouco com o quão sem vergonha isso era". Lynzee Loveridge escreveu que "é pornografia editada em uma estação de satélite japonesa". Nick Creamer escreveu que o episódio "definitivamente sabe como montar uma cena sexualmente carregada, e ainda tem os valores de produção para fazer seus personagens parecerem genuinamente atraentes". Theron Martin escreveu: "Se você acha que supositórios e alguém segurando xixi é sexy, então você pode gostar desse, mas é definitivamente voltado apenas para um certo tipo de torção."